# Nevado Tres Cruces
Le Nevado Tres Cruces est un stratovolcan considéré comme éteint, qui se trouve à la frontière entre la région d'Atacama au Chili et la province argentine de Catamarca (département de Tinogasta).

## Toponymie
Il doit son nom au fait qu'historiquement, il n'était connu qu'au départ de la côte chilienne, et vu de ce côté-là, il apparaissait couronné de trois sommets orientés nord-sud faisant penser au Golgotha de la bible surmonté des trois croix du supplice du Christ. Tres Cruces en espagnol signifie Trois Croix. Mais le véritable sommet se trouvait plus à l'est, à la frontière argentino-chilienne, et non visible du côté chilien.

## Géographie
Son altitude est de 6 749 mètres.

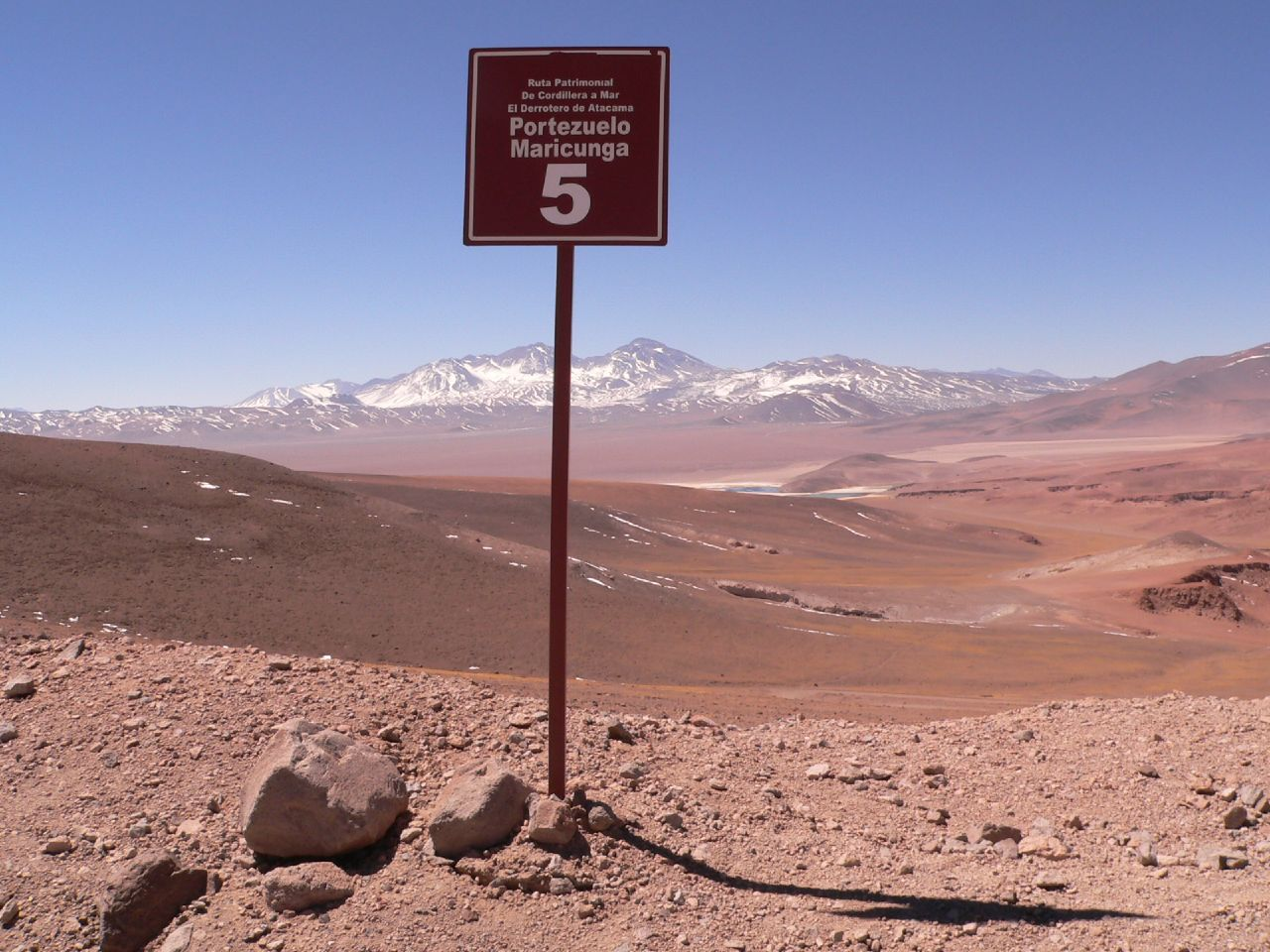
Le Nevado Tres Cruces depuis le col du Maricunga.

Le massif du Tres Cruces comprend six sommets de plus de 6 000 mètres et constitue par son altitude le quatrième volcan de la planète. Il se situe à l'extrémité occidentale d'une courte chaîne volcanique de plus ou moins 50 kilomètres de long, aux sommets enneigés, et ne portant pas de nom. Cette chaîne volcanique comporte d'autres géants des Andes comme le Nevado Ojos del Salado et le Nacimientos (ou Walter Penck I), tous deux situés à l'est. À l'ouest comme au nord, il n'a pas de voisin et domine donc la dépression du désert chilien d'Atacama. Vers le sud, en revanche, on peut voir le volcan Los Patos à quelque 20 kilomètres de lui.
Le versant chilien fait partiellement partie du parc national Nevado de Tres Cruces. Du côté argentin, il constitue la partie nord-ouest du rebord de la cuvette de la Salina de la Laguna Verde.